# Etoy
Etoy es una comuna suiza del cantón de Vaud, situada en el distrito de Morges. Limita al noreste con la comuna de Lavigny, al noreste con Villars-sous-Yens, al este con Saint-Prex, al sur con Buchillon, y al oeste con Allaman y Aubonne.
Hasta el 31 de diciembre de 2007 la comuna formó parte del círculo de Villars-sous-Yens.

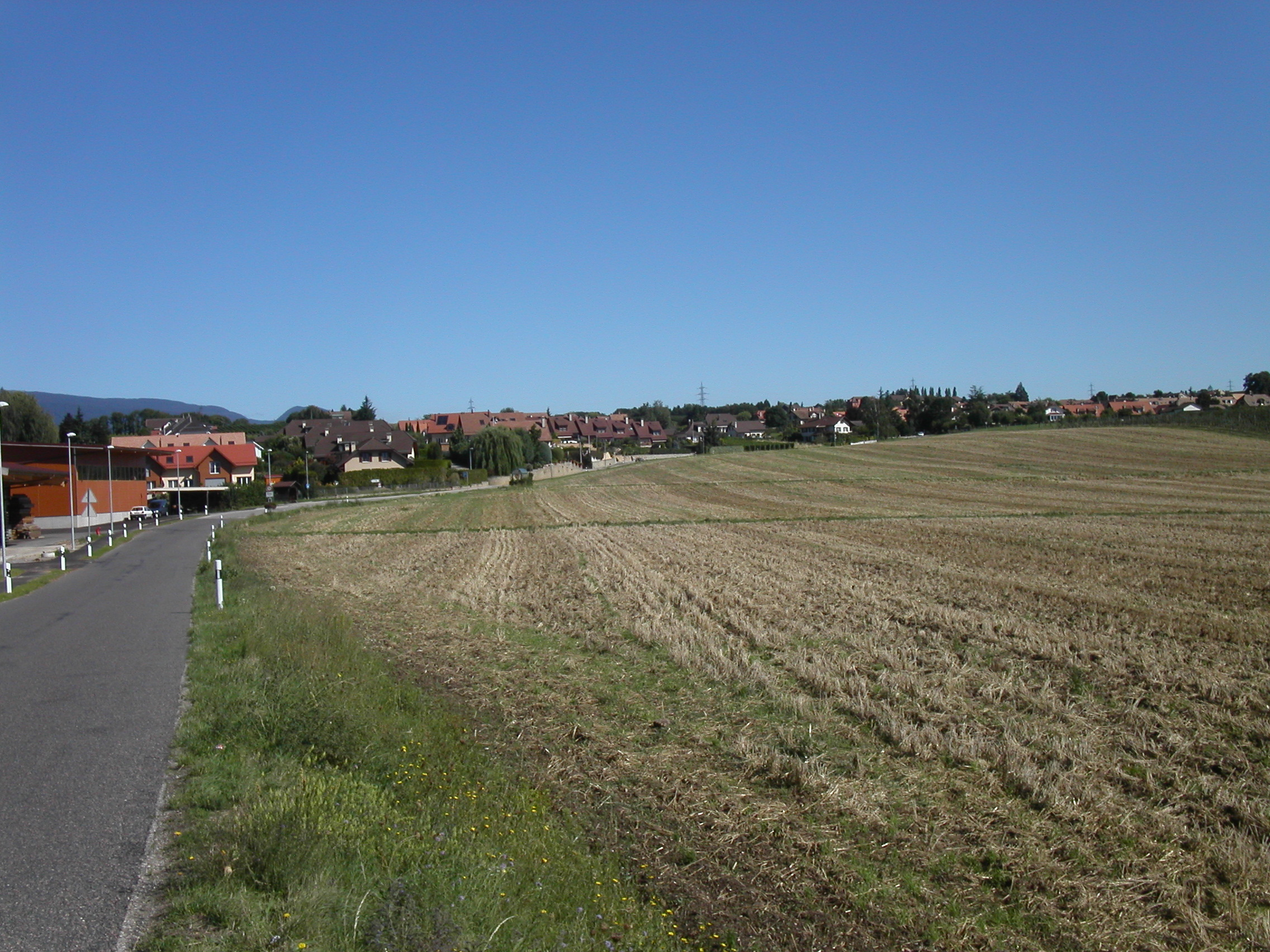
Campo en Etoy.